# Tremplin du Praz
Tremplin du Praz is een skischans in het Franse Courchevel.

## Geschiedenis
Op deze site werd de eerste schans in 1944 gebouwd en in 1990 grondig vernieuwd naar aanleiding van de OS 1992 in Albertville. Elk jaar wordt er ook een wedstrijd gesprongen voor de Grand Prix schansspringen.
De schans zal ook gebruikt worden voor de Olympische Winterspelen 2030.